# Harry Carey
Harry Carey (New York, 16 januari 1878 – Brentwood, 21 september 1947) was een Amerikaans acteur die beroemd werd in de periode van de stomme films. Hij speelde tot 1947 in 267 films. Zijn zoon Harry Carey jr. werd ook een beroemd acteur.

## Biografie
Harry Carey werd op 16 januari 1878 geboren als Henry DeWitt Carey II in The Bronx in New York. Zijn ouders waren  Henry DeWitt Carey, een belangrijke advocaat en rechter aan het Hooggerechtshof van New York, en zijn vrouw Ella.
Carey groeide op in The Bronx en had later verschillende baantjes, zoals cowboy, spoorwegopzichter, schrijver en advocaat. Hij studeerde aan de Militaire Academie in Hamilton en volgde een rechtenstudie aan de Universiteit van New York. Toen hij bij een ongeluk op zee longontsteking opliep, schreef hij in zijn herstelperiode een toneelstuk waarin hij zelf een rol speeld. Het stuk werd drie jaar lang door heel de Verenigde Staten opgevoerd en was erg succesvol. Carey's tweede toneelstuk was echter een flop en hij verloor veel van zijn verworven geld.

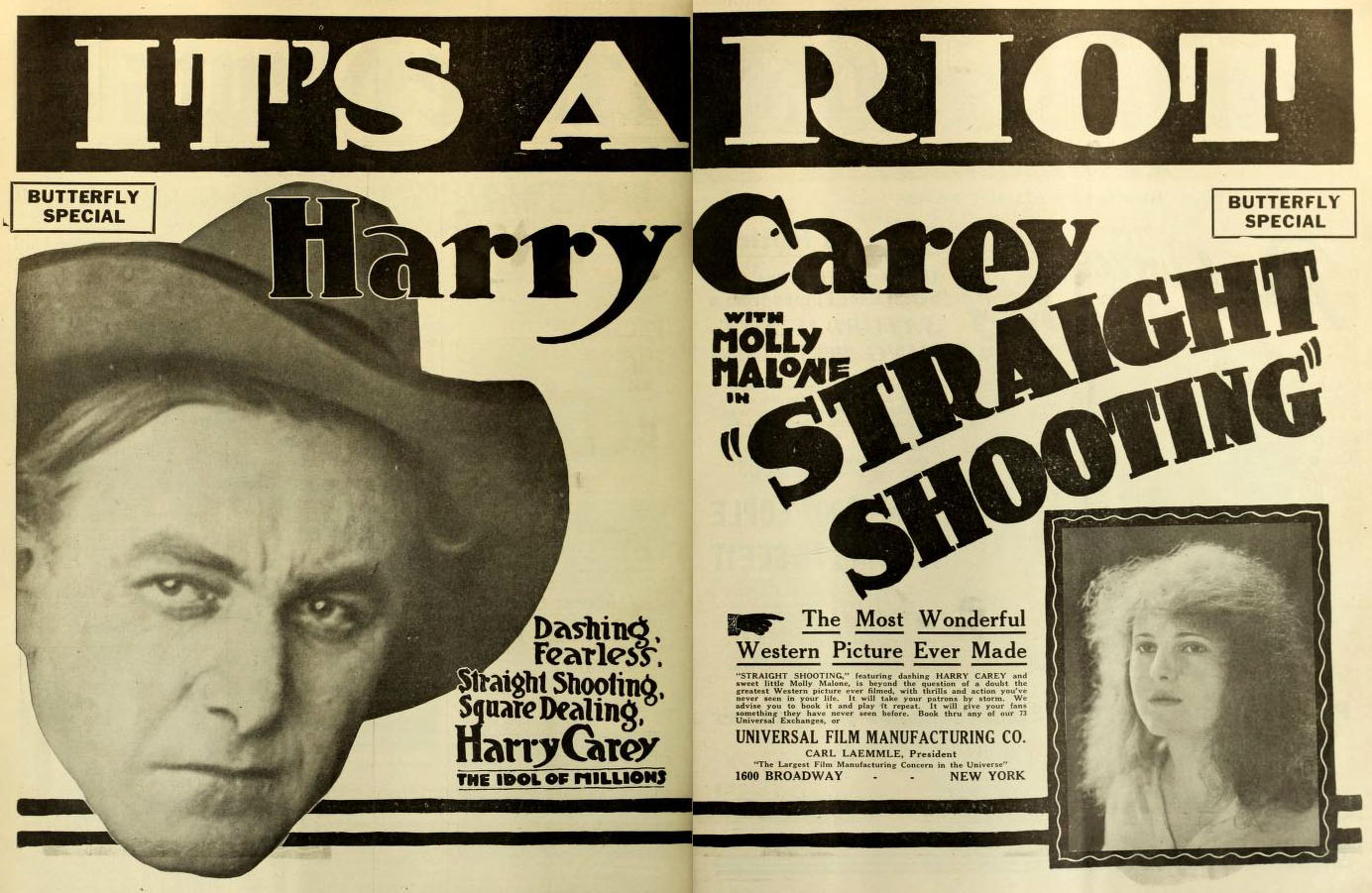
Harry Carey speelde de hoofdrol in Straight Shooting (1917).

### Filmcarrière
In 1911 introduceerde de met Harry Carey bevriende acteur Henry B. Walthall hem bij de regisseur D.W. Griffith, die Carey in een groot aantal stomme films liet spelen. Carey werd vooral bekend om zijn rollen in de eerste bekende westerns, zoals de goedhartige bandiet Cheyenne Harry. Carey speelde deze rol 20 jaar lang, vanaf de eerste Cheyenne Harry-film A Knight of the Range (1916) tot de laatste, Aces Wild (1936). Carey speelde ook de hoofdrol in een van John Fords eerste films, Straight Shooting (1917).
Dankzij Carey's robuuste uitstraling werd hij veel gevraagd voor westerns en avonturenfilms. Toen de films van geluid werden voorzien, oogstte Carey succes met zijn rauwe, zelfverzekerde baritonstemgeluid, zodat hij voor hetzelfde genre films bleef spelen. Zo speelde hij onder andere in MGM's junglefilm Trader Horn (1931). Omdat Carey ondertussen de 50 gepasseerd was, speelde hij echter steeds minder hoofdrollen in films met een groot budget. Daarom koos hij voortaan voor rustige, solide en karakteristieke rollen, waarbij hij kon teren op decennia lange acteerervaring. Zo kreeg hij een Oscarnominatie voor zijn rol als de President van de Senaat in Frank Capra's succesvolle film Mr. Smith Goes to Washington (1939). Andere memorabele rollen speelde Carey als Sergeant Robert White in Howard Hawks' film Air Force (1943) en als Mr. Melville in Red River (1948), een andere film van Hawks.
In 1940 maakte Harry Carey zijn debuut op Broadway in het toneelstuk Heavenly Express, waarin hij samen met de acteur John Garfield op het podium stond.

### Privéleven

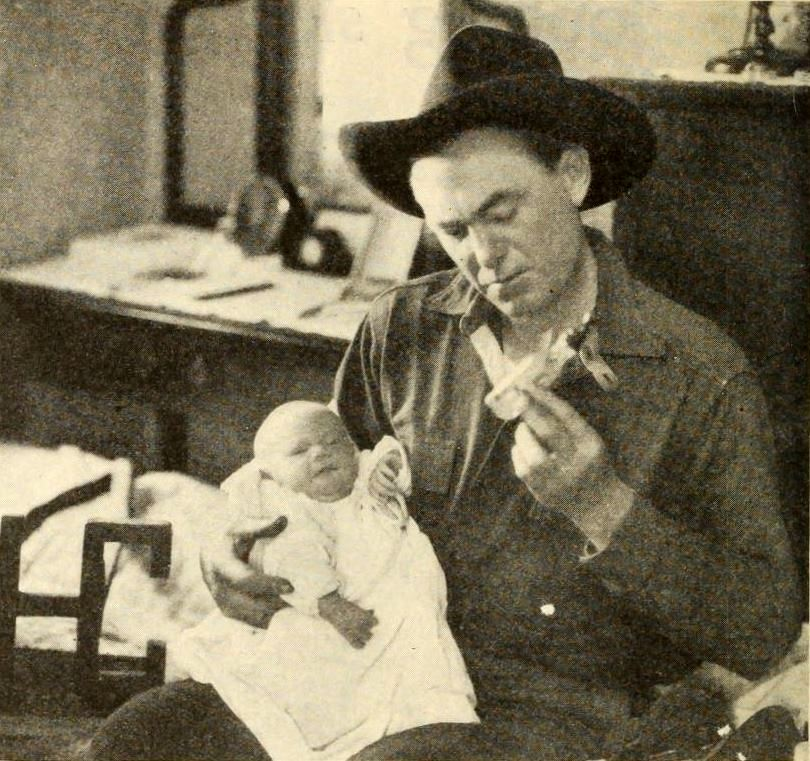
Harry Carey en zijn zoon, Harry Carey jr., september 1921

Harry Carey trouwde minstens twee keer, volgens sommige bronnen was hij ook in 1910 getrouwd, met Clare E. Carey. Andere bronnen noemen ook een huwelijk met actrice Fern Foster. Zijn laatste huwelijk was met de actrice Olive Fuller Golden, waar hij in 1920 mee trouwde. Dit huwelijk hield stand tot zijn dood. Het echtpaar bezat een grote ranch in Saugus, een plaats ten noorden van Los Angeles in Californië. Hun zoon Harry Carey jr. werd ook een acteur die beroemd werd in diverse westerns. Hij en zijn vader speelde samen in Red River (1948). Met zijn moeder speelde Carey jr. in 1956 in The Searchers.

### Overlijden
In 1947 had Harry Carey longkanker en COPD en stierf in dat jaar op 69-jarige leeftijd. Hij werd begraven in het familiegraf in de Woodlawn, een kerkhof in The Bronx. Voor zijn filmoeuvre kreeg hij een ster op de Hollywood Walk of Fame in 1521 Vine Street.

## Filmografie

### 1909 - 1919
- Bill Sharkey's Last Game (1909)
- Gentleman Joe (1910)
- An Unseen Enemy (1912)
- Two Daughters of Eve (1912)
- Friends (1912)
- So Near, Yet So Far (1912)
- A Feud in the Kentucky Hills (1912)
- In the Aisles of the Wild (1912)
- The One She Loved (1912)
- The Painted Lady (1912)
- The Musketeers of Pig Alley (1912)
- Heredity (1912)
- Gold and Glitter (1912)
- The Informer (1912)
- Brutality (1912)
- My Hero (1912)
- The Burglar's Dilemma (1912)
- A Cry for Help (1912)
- The God Within (1912)
- Three Friends (1913)
- The Telephone Girl and the Lady (1913)
- Pirate Gold (1913)
- An Adventure in the Autumn Woods (1913)
- A Misappropriated Turkey (1913)
- Brothers (1913)
- Oil and Water
- A Chance Deception
- Love in an Apartment Hotel (1913)
- The Wrong Bottle (1913)
- Broken Ways (1913)
- A Girl's Stratagem (1913)
- The Unwelcome Guest (1913)
- Near to Earth (1913)
- The Sheriff's Baby (1913)
- The Hero of Little Italy (1913)
- The Stolen Bride (1913)
- A Frightful Blunder (1913)
- The Left-Handed Man (1913)
- If We Only Knew (1913)
- The Wanderer (1913)
- The Tenderfoot's Money (1913)
- The Stolen Loaf (1913)
- Olaf-An Atom (1913)
- A Dangerous Foe (1913)
- The Ranchero's Revenge (1913)
- Red Hicks Defies the World (1913)
- The Well (1913)
- The Switch Tower (1913)
- In Diplomatic Circles (1913)
- A Gamble with Death (1913)
- The Sorrowful Shore (1913)
- The Enemy's Baby (1913)
- The Mistake (1913)
- A Gambler's Honor (1913)
- The Mirror (1913)
- The Vengeance of Galora (1913)
- When Love Forgives (1913)
- Under the Shadow of the Law (1913)
- I Was Meant for You (1913)
- Two Men of the Desert (1913)
- The Crook and the Girl (1913)
- Black and White (1913)
- The Strong Man's Burden (1913)
- A Modest Hero (1913)
- The Stolen Treaty (1913)
- The Law and His Son (1913)
- A Tender-Hearted Crook (1913)
- The Van Nostrand Tiara (1913)
- Madonna of the Storm (1913)
- The Stopped Clock (1913)
- The Detective's Stratagem (1913)
- All for Science (1913)
- The Battle at Elderbush Gulch (1913)
- The Abandoned Well (1913)
- A Nest Unfeathered (1914)
- Her Father's Silent Partner (1914)

- Judith of Bethulia (1914)
- Brute Force (1914)
- The Master Cracksman (1914)
- McVeagh of the South Seas (1914)
- The Heart of a Bandit (1915)
- His Desperate Deed (1915)
- The Battle of Frenchman's Run (1915)
- The Love Transcendent (1915)
- Perils of the Jungle (1915)
- The Sheriff's Dilemma (1915)
- The Miser's Legacy (1915)
- The Gambler's I.O.U. (1915)
- A Double Winning (1915)
- A Day's Adventure (1915)
- The Canceled Mortgage (1915)
- Truth Stranger Than Fiction (1915)
- Her Dormant Love (1915)
- The Way Out (1915)
- Her Convert (1915)
- Old Offenders (1915)
- As It Happened (1915)
- Just Jim (1915)
- Judge Not; or The Woman of Mona Diggings (1915)
- Graft (1915)
- Secret Love (1916)
- A Knight of the Range (1916)
- The Night Riders (1916)
- The Passing of Hell's Crown (1916)
- The Wedding Guest (1916)
- The Three Godfathers (1916)
- The Jackals of a Great City (1916)
- The Committee on Credentials (1916)
- For the Love of a Girl (1916)
- Love's Lariat (1916)
- A Woman's Eyes (1916)
- The Devil's Own
- Behind the Lines (1916)
- The Conspiracy (1916)
- Guilty (1916)
- Blood Money (1917)
- The Bad Man of Cheyenne (1917)
- The Outlaw and the Lady (1917)
- The Drifter (1917)
- Goin' Straight (1917)
- The Fighting Gringo (1917)
- Hair-Trigger Burke (1917)
- The Honor of an Outlaw (1917)
- A 44-Calibre Mystery (1917)
- The Almost Good Man (1917)
- The Mysterious Outlaw (1917)
- The Golden Bullet (1917)
- The Wrong Man (1917)
- Six-Shooter Justice (1917)
- The Soul Herder (1917)
- Cheyenne's Pal (1917)
- Straight Shooting (1917)
- The Texas Sphinx (1917)
- The Secret Man (1917)
- A Marked Man (1917)
- Bucking Broadway (1917)
- The Phantom Riders (1918)
- Wild Women (1918)
- Thieves' Gold (1918)
- The Scarlet Drop (1918)
- Hell Bent (1918)
- A Woman's Fool (1918)
- Three Mounted Men (1918)
- Roped (1919)
- A Fight for Love (1919)
- Bare Fists (1919)
- Riders of Vengeance (1919)
- The Outcasts of Poker Flat (1919)
- Ace of the Saddle (1919)
- Rider of the Law (1919)
- A Gun Fightin' Gentleman (1919)
- Marked Men (1919)

### 1920 - 1929
- If Only' Jim (1920)
- Overland Red (1920)
- Bullet Proof (1920)
- Human Stuff (1920)
- Blue Streak McCoy (1920)
- Sundown Slim (1920)
- West is West (1920)
- Hearts Up (1921)
- The Freeze-Out (1921)
- The Wallop (1921)
- Desperate Trails (1921)
- The Fox (1921)
- Man to Man (1922)
- The Kickback (1922)
- Good Men and True (1922)
- Canyon of the Fools (1923)
- Crashin' Thru (1923)
- Desert Driven (1923)
- The Miracle Baby (1923)
- The Night Hawk (1924)

- The Lightning Rider (1924)
- Tiger Thompson (1924)
- Roaring Rails (1924)
- The Flaming Forties (1924)
- Soft Shoes (1925)
- Beyond the Border (1925)
- Silent Sanderson (1925)
- The Texas Trail (1925)
- The Bad Lands (1925)
- The Prairie Pirate (1925)
- The Man from Red Gulch (1925)
- Driftin' Thru (1926)
- The Seventh Bandit (1926)
- The Frontier Trail (1926)
- Satan Town (1926)
- A Little Journey (1927)
- Johnny Get Your Hair Cut (1927)
- Slide, Kelly, Slide (1927)
- The Trail of '98 (1928)
- Burning Bridges (1928)
- The Border Patrol (1928)

### 1930 - 1939
- Trader Horn (1931)
- The Vanishing Legion (1931)
- Bad Company (1931)
- Cavalier of the West (1931)
- Without Honor (1932)
- Law and Order (1932)
- Border Devils (1932)
- The Last of the Mohicans (1932)
- The Night Rider (1932)
- The Devil Horse (1932)
- The Thundering Herd (1933)
- Sunset Pass (1933)
- Man of the Forest (1933)
- Wagon Trail (1935)
- Rustler's Paradise (1935)
- Powdersmoke Range (1935)
- Barbary Coast (1935)
- Wild Mustang (1935)
- Last of the Clintons (1935)
- The Prisoner of Shark Island (1936)
- Ghost Town (1936)
- Sutter's Gold (1936)
- Little Miss Nobody (1936)
- The Last Outlaw (1936)

- Valiant Is the Word for Carrie (1936)
- The Accusing Finger (1936)
- Aces Wild (1936)
- The Last of the Mohicans (1936)
- Racing Lady (1937)
- Kid Galahad (1937)
- Lest We Forget (1937)
- Border Cafe (1937)
- Born Reckless (1937)
- Souls at Sea (1937)
- Annapolis Salute (1937)
- Danger Patrol (1937)
- Port of Missing Girls (1938)
- You and Me (1938)
- Sky Giant (1938)
- Gateway (1938)
- King of Alcatraz (1938)
- The Law West of Tombstone (1938)
- Burn 'Em Up O'Connor (1939)
- Code of the Streets (1939)
- Street of Missing Men (1939)
- Inside Information (1939)
- Mr. Smith Goes to Washington (1939)
- My Son Is Guilty (1939)

### 1940 - 1949
- Outside the Three-Mile Limit (1940)
- Beyond Tomorrow (1940)
- They Knew What They Wanted (1940)
- The Shepherd of the Hills (1941)
- Parachute Battalion (1941)
- Sundown (1941)
- Among the Living (1941)
- The Spoilers (1942)

- Air Force (1943)
- Happy Land (1943)
- The Great Moment (1944)
- China's Little Devils (1945)
- Duel in the Sun (1946)
- Angel and the Badman (1947)
- The Sea of Grass (1947)
- Red River (1948)
- So Dear to My Heart (1948)

- Bibsys: 14013528
- Biblioteca Nacional de España: XX822636
- Bibliothèque nationale de France: cb13892157j (data)
- Gemeinsame Normdatei: 143990446
- International Standard Name Identifier: 0000 0001 1875 5039
- Library of Congress Control Number: n85262628
- Nationale Bibliotheek van Tsjechië: mub2015875689
- Nationale Bibliotheek van Israël: 987007450444105171
- Réseau des bibliothèques de Suisse occidentale: 02-A013769598
- SNAC: w6d5173w
- Système universitaire de documentation: 081227744
- Virtual International Authority File: 44484578
- WorldCat: E39PBJmP8rh4PPW4p4m4H8WkXd